# 橋脚

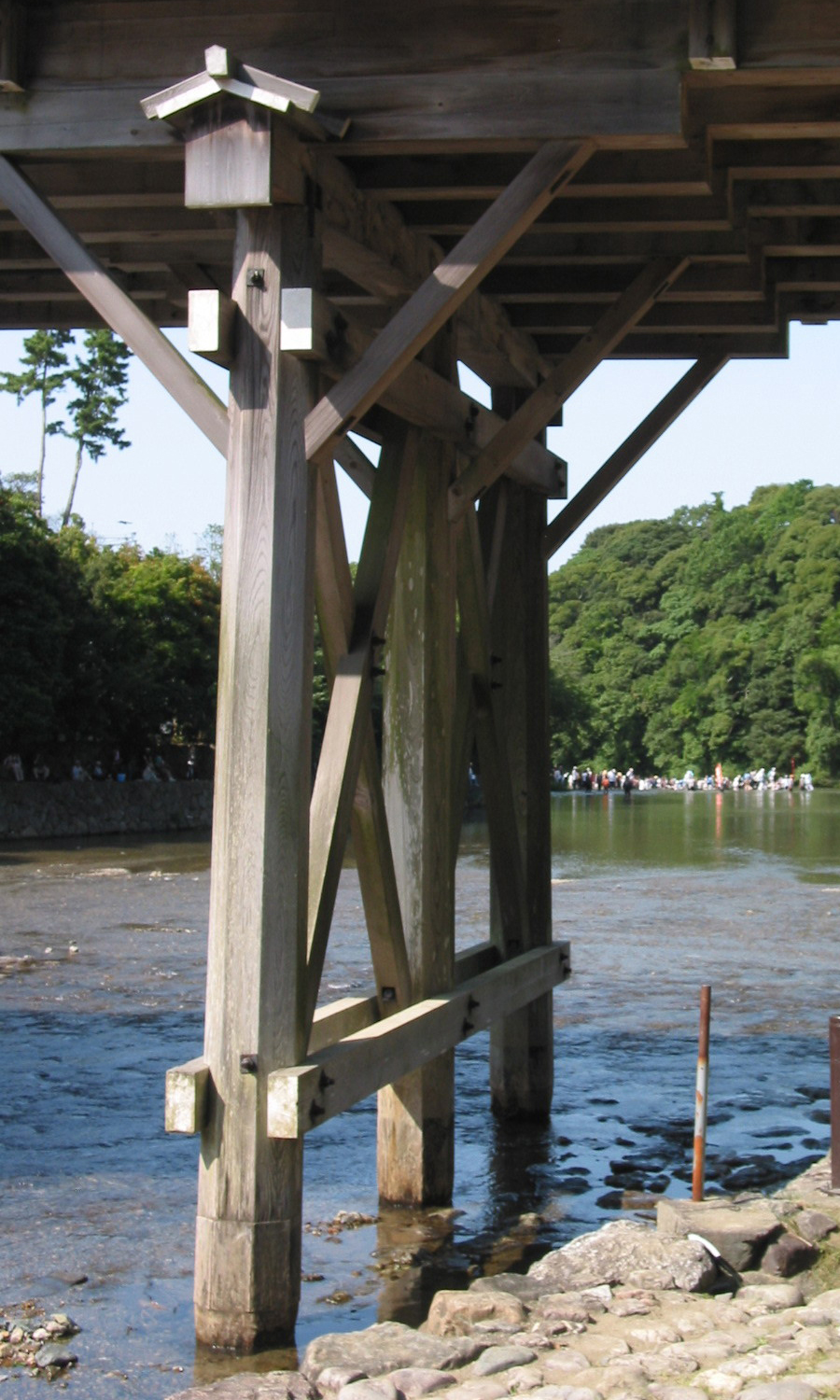
皇大神宮（伊勢神宮）宇治橋の橋脚

橋脚（きょうきゃく、英語: pier）とは、橋梁の上部構造の荷重を土台にして伝える橋梁の足に該当する下部構造の一つ。一定以上の橋長の橋梁において、橋梁の両端を支える橋台を補完する役割を果たす。
河川内に設置される橋脚は流水に対して橋梁の安全を確保できなければならないとともに、橋脚自身が流水を阻害することがないように設置されなければならない。このため、橋台と橋脚および橋脚同士の間隔（支間長）は一定以上を確保することが求められており、橋脚そのものが設置されない（橋台のみで支持される）ことも少なくない。

## 種類
- 重力式橋脚
- 半重力式橋脚
- ラーメン式橋脚
- 円筒式橋脚
- 重厚橋脚

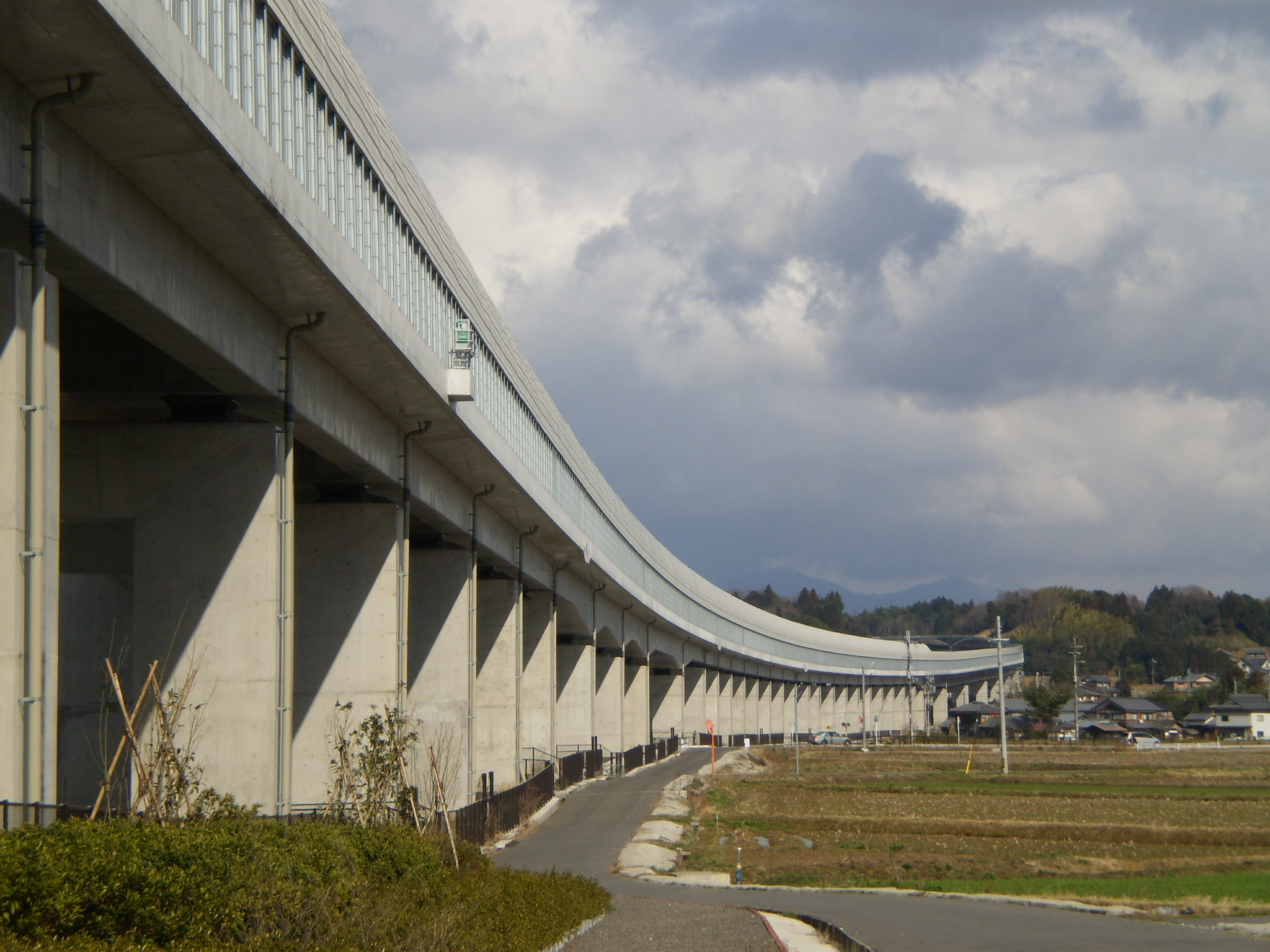
門型（額縁）橋脚
（新名神高速道路 池田高架橋）

- 門型（額縁）橋脚 - 橋脚の見通しが良いために、地域間の分断を防ぐことができる。

## 橋脚に作用する外部圧力
橋脚を設計する際、考慮しなければならない荷重は上部構造から伝達される荷重だけではなく、橋脚全体の荷重と流水に対する流圧、風圧、地震に耐えられる設計でなければならない。
- 垂直力 - 上部構造物から伝達される荷重、橋脚自体の荷重、衝撃。
- 水平力
  - 流水圧 - 流水による橋脚に作用する水平力。
  - 風荷重または風圧 - 橋梁が設置された地域の風力により橋脚に作用する水平力。
  - 地震荷重 - 地震発生時に生ずる水平加速度により作用する水平力。